# Anja Sønstevold
Anja Sønstevold (* 21. Juni 1992) ist eine norwegische Fußballspielerin, die von 2015 bis 2020 für Lillestrøm SK Kvinner spielte und mit dem Verein fünfmal die norwegische Meisterschaft gewann. Seit 2024 spielt sie für AS Rom und seit 2014 für die A-Nationalmannschaft.

## Karriere

### Vereine
Sønstevold spielte in ihrer Jugend bei SF Grei und Linderud/Grei. 2010 wechselte sie zum Erstligisten Kolbotn IL, für den sie in den folgenden Jahren 113 Erstligaspiele bestritt. Zur Saison 2015 wechselte sie zum aktuellen Meister Lillestrøm SK Kvinner und gewann mit diesem fünfmal in Folge die norwegische Meisterschaft. Mit Lillestrøm nahm sie auch immer an der UEFA Women’s Champions League teil, kam dabei aber nie über das Viertelfinale hinaus, das 2018/19 erreicht wurde. 2019/20 scheiterten sie in der Qualifikation. Nach fünf Jahren in Lillestrøm wechselte sie zur Saison 2020/21 zum FC Fleury nach Frankreich. Dort blieb sie aber nur eine Saison und wechselte 2021 zu Inter Mailand.
Im Januar 2024 wechselte sie zum Ligakonkurrenten AS Rom. Im ersten Ligaspiel traf sie auf ihren vorherigen Verein.

### Nationalmannschaften
Sønstevold durchlief alle norwegischen Juniorinnenmannschaften und nahm mit der U17-Nationalmannschaft an der Qualifikation und der Endrunde der Europameisterschaft 2009 in Nyon teil, bei der Norwegen Vierter wurde. Ein Jahr später konnte sie sich in der Qualifikation für die U19-Europameisterschaft 2010 für die zweite Qualifikationsrunde qualifizieren, scheiterte in dieser aber an Deutschland. Im selben Jahr erreichte sie in der Qualifikation für die Europameisterschaft 2011 die zweite Runde, in der sie sich im April 2011 für die Endrunde qualifizierten. Bei dieser erreichte sie mit ihrer Mannschaft das Finale, verlor dieses aber mit 1:8 gegen Deutschland. Mit dem Halbfinaleinzug hatten sich die Norwegerinnen aber bereits für die U20-Weltmeisterschaft in Japan qualifiziert. Dort erreichte sie mit der U20-Nationalmannschaft das Viertelfinale und traf erneut auf Deutschland. Zwar mussten sie nur halb so viele Tore wie im EM-Finale hinnehmen, schossen jedoch selber keins, womit für Norwegen die WM beendet war. Zuvor hatte sie schon zwei Einsätze für die U23-Nationalmannschaft, für die sie in den folgenden Jahren weitere Spiele bestritt. Am 14. Januar 2014 kam sie zu ihrem ersten A-Länderspiel im Spiel gegen Spanien in La Manga del Mar Menor, Spanien. Für das Turnier um den Algarve-Cup 2014 wurde sie nicht berücksichtigt. Erst ein Jahr später kam sie im Turnier um den Algarve-Cup 2015 zu ihren nächsten zwei Spielen, darunter das Platzierungsspiel gegen Dänemark. Am 23. April 2015 wurde sie in den vorläufigen Kader von 35 Spielerinnen für die WM 2015 berufen. Sie wurde aber am 14. Mai zunächst aus dem endgültigen Kader gestrichen. Als am 19. Mai Caroline Graham Hansen verletzungsbedingt absagen musste, wurde sie nachnominiert. Bei der WM kam sie aber nicht zum Einsatz.
In der Qualifikation für die EM 2017 wurde sie nur beim 2:0-Sieg in Wales eingesetzt. Für die Endrunde wurde sie auch nominiert, aber nur einmal eingesetzt. Da die Norwegerinnen erstmals bei der Endrunde kein Tor erzielen konnten und die drei Gruppenspiele verloren, war die EM vorzeitig für sie beendet. Danach wurde sie zwar noch für drei Spiele in der Qualifikation für die WM 2019 nominiert, aber nicht eingesetzt. 2018 kam sie noch in zwei Spielen im Turnier um den Algarve-Cup zum Einsatz. Danach wurde sie nur noch einmal im Mai 2019 in der U23-Nationalmannschaft eingesetzt. Für die WM 2019 wurde sie nicht nominiert, obwohl sie 2018 und 2019 Stammspielerin in Lillestrøm war. Erst für das Turnier um den Algarve-Cup 2020 wurde sie wieder berücksichtigt und in zwei Spielen eingesetzt.
Für die ersten sechs Spiele der Qualifikation für die WM 2023 wurde sie fünfmal nominiert, aber nur einmal eingesetzt. Dabei erzielte sie aber am 30. November 2021 gegen die Nationalmannschaft Armeniens ihr erstes Tor für die A-Nationalmannschaft zum 7:0-Zwischenstand (Endstand 10:0 am 1. Dezember 2021).
Am 7. Juni 2022 wurde sie für die EM-Endrunde nominiert. Sie wurde nur im ersten Gruppenspiel eingesetzt, das mit einem 4:1-Sieg über den EM-Neuling Nordirland endete. Danach mussten ihre Mitspielerinnen gegen England mit 0:8 die höchste Niederlage ihrer Länderspielgeschichte hinnehmen. Durch eine 0:1-Niederlage, die erste überhaupt gegen die Nationalmannschaft Österreichs, verpassten sie als Gruppendritte die K.-o.-Runde.
Im ersten Spiel nach der EM, dem entscheidenden Spiel um den Gruppensieg in der Qualifikation für die WM 2023 gegen Belgien, gewann sie mit ihrer Mannschaft mit 1:0, womit sich die Norwegerinnen für die WM qualifizierten.
Im letzten Spiel des Jahres, einem Freundschaftsspiel gegen Europameister England, das 1:1 endete, erhielt sie die erste Gelb-Rote Karte ihrer Karriere.
Am 19. Juni 2023 wurde sie für die WM-Endrunde nominiert, wurde in drei der vier Spiele ihres Teams eingesetzt und schied mit der Mannschaft im Achtelfinale gegen die Japanerinnen aus. Danach wurde sie noch nicht wieder eingesetzt.

## Erfolge
- Norwegische Meisterin: 2015, 2016, 2017, 2018, 2019
- Norwegische Pokalsiegerin: 2015, 2016, 2018, 2019
- Italienische Meisterin: 2023/24
- Italienische Pokalsiegerin: 2023/24